# Place Étienne-Pernet
La place Étienne-Pernet est une place du 15e arrondissement de Paris.

## Situation et accès
Ce site est desservi par la ligne 8 à la station de métro Félix Faure.

## Origine du nom

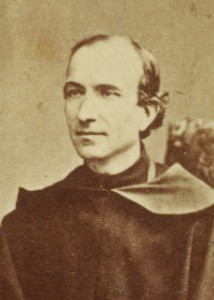
Étienne Pernet.

Cette place porte le nom d'Étienne Pernet (1824-1899), prêtre catholique, assomptionniste, fondateur des Petites Sœurs de l'Assomption, déclaré vénérable par Jean-Paul II en 1983.

## Historique
Créée en 1907 sous le nom de « place Félix-Faure » du nom du président de la République, cette place a absorbé le pourtour de l'église Saint-Jean-Baptiste de Grenelle, une partie de l'avenue Félix-Faure et de la rue de l'Église. Elle prend son nom actuel le 13 novembre 1964.

## Bâtiments remarquables et lieux de mémoire
- No 1 : bâtiment avec une volumétrie et un pan coupé d'origine, communs dans le lotissement de Grenelle.
- No 3 : volumétrie et pan coupé d'origine bien conservés. Typique du lotissement de Grenelle. Construction période 1833-1845.
- No 4 : maison du fond (1833-1845) bien conservée avec toits à faible pente, modénature, entablement et colonnade.
- No 6 : organisation des bâtiments de la parcelle symétrique autour d'une cour, volumétrie distincte du bâtiment principal et des deux ailes.
- No 13 : maison paroissiale et institution Saint-Joseph de Grenelle, école et collège privés catholiques, établissement fondé en 1853 par les Frères des écoles chrétiennes[1].
- Square de la place Étienne-Pernet.
- No 23 : église Saint-Jean-Baptiste de Grenelle.

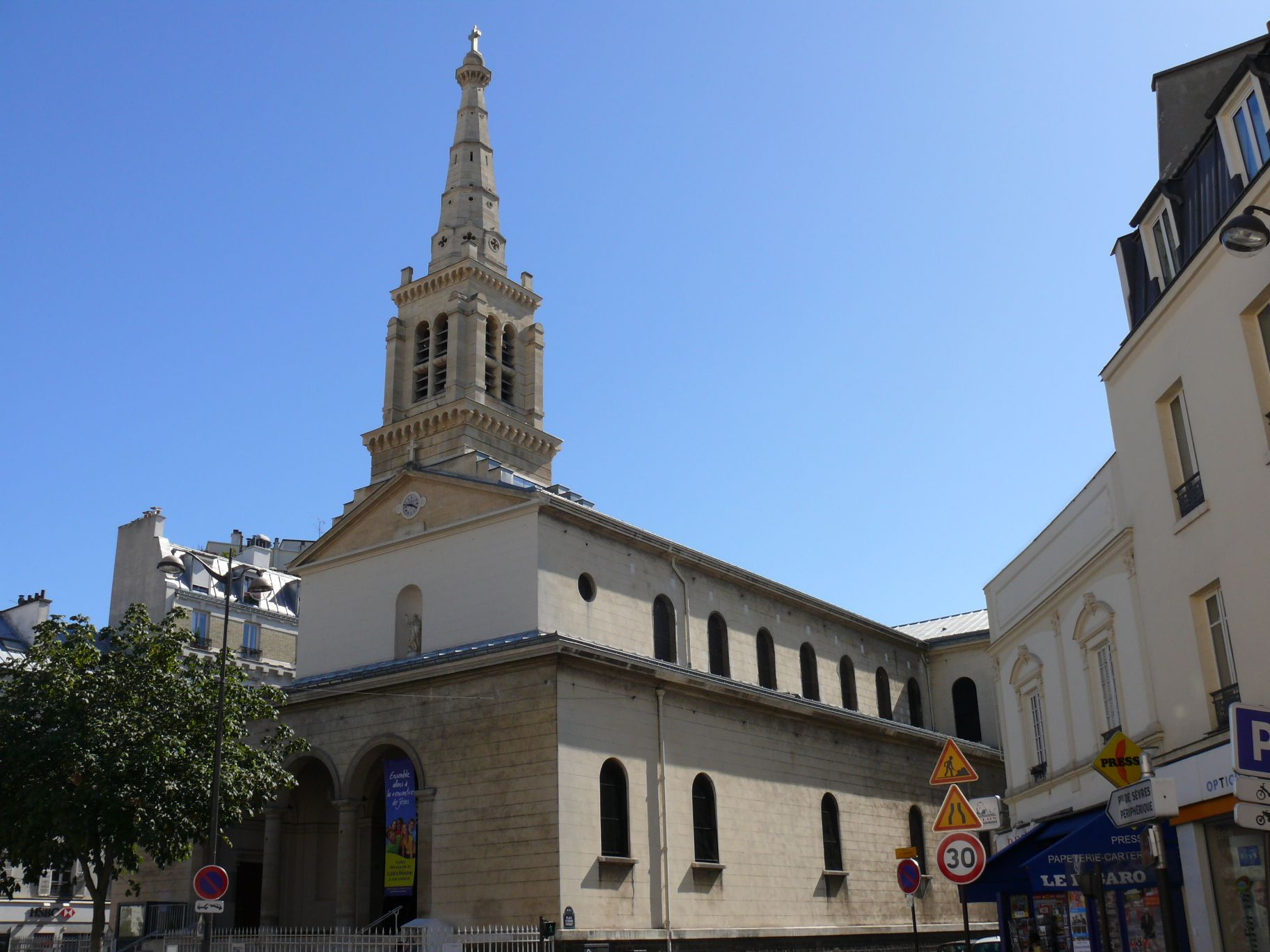
L'église Saint-Jean-Baptiste de Grenelle.
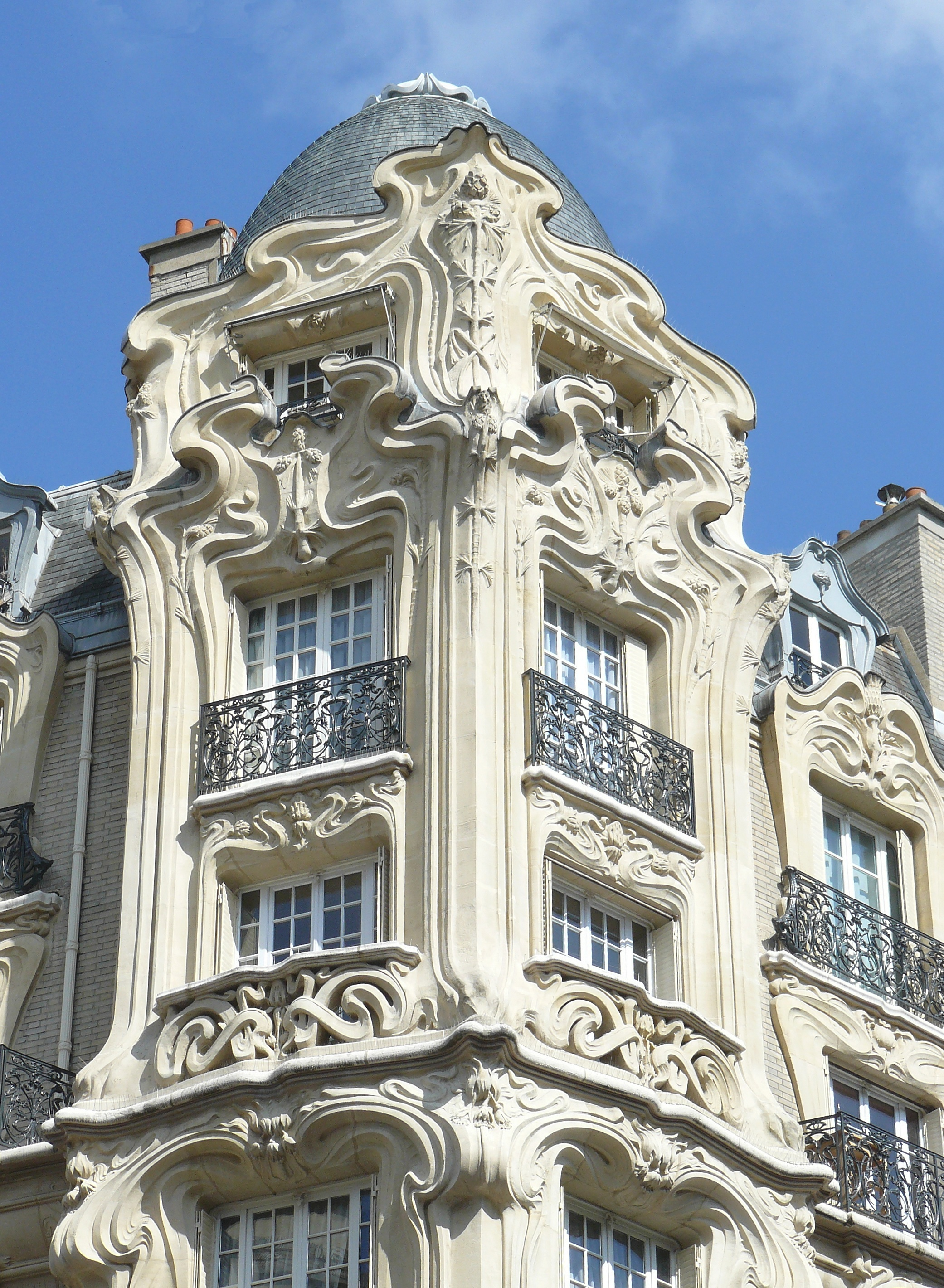
Détail de la façade de l'immeuble d'Alfred Wagon (1905).

- No 24 : immeuble d'angle en pierre de taille de style Art nouveau construit en 1905 par l'architecte Alfred Wagon. Cet immeuble de rapport construit après l'adoption du règlement de 1902 représente l'une des expressions les plus abouties de l'Art nouveau parisien. Un décor d'arabesques orne chaque baie, avec pour motifs centraux, des fleurs ou des fruits stylisés : artichauts, tournesols, iris, pomme de pin, feuilles de bananier. La mansarde et le pignon d'angle, surmonté d'un bulbe couvert d'ardoise, sont particulièrement sinueux. La porte d'entrée, surmontée d'une arabesque dissymétrique, possède des fers forgés très ouvragés et s'ouvre sur un hall de style également Art Nouveau. Le pavement est orné de mosaïques mêlant arabesques et iris. Au mur, des arabesques terminées par des épis de maïs ; des lis ornent la corniche du plafond.